# Província de Posen
La província de Posen (alemany: Provinz Posen, polonès: Prowincja Poznańska) va ser una província del Prússia entre 1848 i 1918 i com a tal part de l'Imperi alemany de 1871 a 1918. Tenia una superfície d'uns 29.000 km².
El territori de la província, corresponia a grans trets a la regió de la Gran Polònia, i s'havia convertit en territori prussià el 1772 (Districte del Netze) i 1793 (Prússia del Sud) durant les particions de Polònia. Després de la derrota de Prússia en les guerres napoleòniques, el territori va ser afegit al Ducat de Varsòvia el 1807, mitjançant el Tractat de Tilsit. El 1815, durant el Congrés de Viena, Prússia va obtenir el terç occidental del ducat de Varsòvia, que corresponia a la meitat de l'anterior Prússia del Sud. Aleshores Prússia, va administrar la província com l'entitat semiautònoma del Gran Ducat de Posen, que va perdre la major part del seu estatus especial al 1830. Mentre que el parlament local de Posen (Poznań) va votar per 26 vots contra 17 en contra d'adherir-s'hi a la Confederació Germànica, el 3 abril 1848 el Parlament de Frankfurt va ignorar aquesta votació, forçant el canvi l'estatus de la regió a la fórmula convencional de província de Prússia i la seva integració a la Confederació.
Aquesta regió estava habitada per una majoria polonesa i per minories alemanyes i jueves, i un grapat d'altres pobles. La majoria dels polonesos eren catòlics romans, i el 90% dels alemanys eren protestants. El petit nombre de jueus es trobaven a les zones més poblades, especialment orientats a oficis especialitzats i al comerç local i regional. A les comunitats més petites, predominaven polonesos i alemanys. Aquestes bosses d'etnicitat convivien costat a costat, sent les poblacions alemanyes més denses a les zones nord-occidentals. Amb les polítiques de germanització, la població es va fer més alemanya fins al final del segle xix en què la tendència es va invertir (durant l'Ostflucht). Això va succeir malgrat els esforços del govern de Berlín, que va establir una Comissió per als Assentaments per comprar terres als polonesos i posar-la a disposició dels alemanys.
El 1919 durant el Tractat de Versalles, la República de Weimar va cedir el gruix de la província a la novament establerta Segona República de Polònia. La zona que va romandre en sota sobirania alemanya, va ser unida amb el territori romanent de l'anterior Prússia Occidental i va ser administrada com a Posen-Prússia Occidental. Aquesta província va ser dissolta el 1938, quan el seu territori va ser dividit entre les províncies veïnes. El 1939, el territori de l'anterior província de Posen va ser annexat per l'Alemanya Nazi i convertit en part del Reichsgau Danzig-Prússia Occidental i el Reichsgau Wartheland (inicialment Reichsgau Posen). Quan va acabar la Segona Guerra Mundial el 1946, va ser ocupada per l'Exèrcit Roig que la va cedir a la República Popular de Polònia.

## Característiques
El territori és majoritàriament pla, drenat per dues conques hidrogràfiques principals, el Noteć (alemany: Netze) al nord i el Varta (alemany: Warthe) al centre. L'època glacial va deixar dipòsits morrènics i el terreny està esquitxat de centenars de petits llacs, fluvialment connectats als dos rius principals.
L'agricultura era la indústria principal, al segle xix. La rotació de cultius va ser utilitzada per al cultiu principalment de sègol, remolatxa sucrera, patates, i altres cereals, i en menor mesura tabac i llúpol. Significants parcel·les de bosc proporcionaven fusta per a la construcció i llenya. Hi havia un petit nombre de bestiar, inclosos oques, principalment ovelles.
Quan la regió va estar sota control prussià, encara regia el sistema feudal. Oficialment va ser abolit a Prússia en 1810 (el 1864 a la Polònia del Congrés), però algunes pràctiques van romandre fins a finals del segle xix. La situació era que els servents primordialment polonesos visquessin i treballessin braç a braç amb els assentaments de colons alemanys primordialment lliures. Al principi als colons se'ls van donar certs avantatges, encara que amb el temps les seves condicions no eren molt diferents. Els servents treballaven per a la noblesa, que els donava protecció, i els colons treballaven per a ells mateixos i cuidaven d'ells, encara que pagaven impostos a la noblesa.

## Història
El regne de Prússia va annexionar el posterior territori de la província de Posen durant les particions de Polònia del segle xviii. Durant més d'un segle, seria part de la porció prussiana, amb excepció del breu període de les guerres napoleòniques. En aquest temps, el 1807, va esdevenir part del breu Ducat de Varsòvia, però va ser recuperat per Prússia el 1815 com el Gran Ducat de Posen.
Durant les revolucions de 1848, el parlament de Frankfurt va intentar dividir el ducat en dues parts: la Província de Poznań, que seria donada als germans i annexat a l'Imperi alemany, i la província de Gniezno, que seria donada als polonesos i sostinguda fora d'Alemanya. Per causa de la protesta dels parlamentaris polonesos, aquests plans van fracassar i es va preservar la integritat del ducat. El 9 de febrer de 1849, després d'una sèrie de garanties trencades, l'administració prussiana va canviar de nom el ducat a província de Posen. Tanmateix, la dinastia Hohenzollern va retenir el títol de "Gran Duc de Posen" en ús oficialment fins al 1918.
Amb la unificació d'Alemanya després de la guerra francoprussiana de 1871, la província de Posen va esdevenir part de l'Imperi alemany (1871-1918) i la ciutat de Posen va ser oficialment nomenada ciutat residència imperial.
A la dècada de 1880, el canceller alemany Otto von Bismarck va començar les polítiques de germanització, amb un increment de la presència policial, una comissió de colonització, la Societat Alemanya per a les Marques Orientals (Hakata), i la Kulturkampf. El 1904, va ser aprovada legislació especial contra la població polonesa. La legislació de 1908 permetia la confiscació de la propietat de terres poloneses. Les autoritats prussianes no van permetre el desenvolupament d'indústries, així que l'economia del ducat va ser predominada per l'agricultura d'alt nivell.
Després de la Primera Guerra mundial, la destí de la província no estava decidit. Els polonesos demandaven que la regió fos inclosa en la novament independent Segona República Polonesa, mentre que els alemanys rebutjaven concessions territorials. La revolta de la Gran Polònia es va desencadenar el 27 de desembre de 1918, un dia després del discurs de Ignacy Jan Paderewski. La revolta va rebre poc suport del govern establert a Varsòvia en aquell moment. Després de l'èxit de l'alçament, la província de Posen va ser breument (fins a mitjans de 1919) un estat independent amb el seu propi govern, moneda i força militar.
Amb la signatura del Tractat de Versalles al final de la Primera Guerra Mundial, la majoria de la província, primordialment les àrees de majoria polonesa, va ser cedida a Polònia i reformada com el Voivodat de Poznań. La resta de la part alemanya de la província va ser reformada com a Posen-Prússia Occidental amb Schneidemühl (Piła) com la seva capital, fins al 1938, quan va ser dividida entre les províncies prussianes de Silèsia, Pomerània i Brandenburg.
Després de la derrota alemanya a la Segona Guerra Mundial el 1945, tots els territoris a l'est de la novament establerta línia Oder-Neisse van ser annexats per Polònia o per la Unió Soviètica. Finalment, totes les parts històriques de la província van quedar sota control polonès i les minories alemanyes ètniques van ser forçadament expulsades.

## Conflictes ètnics i religiosos

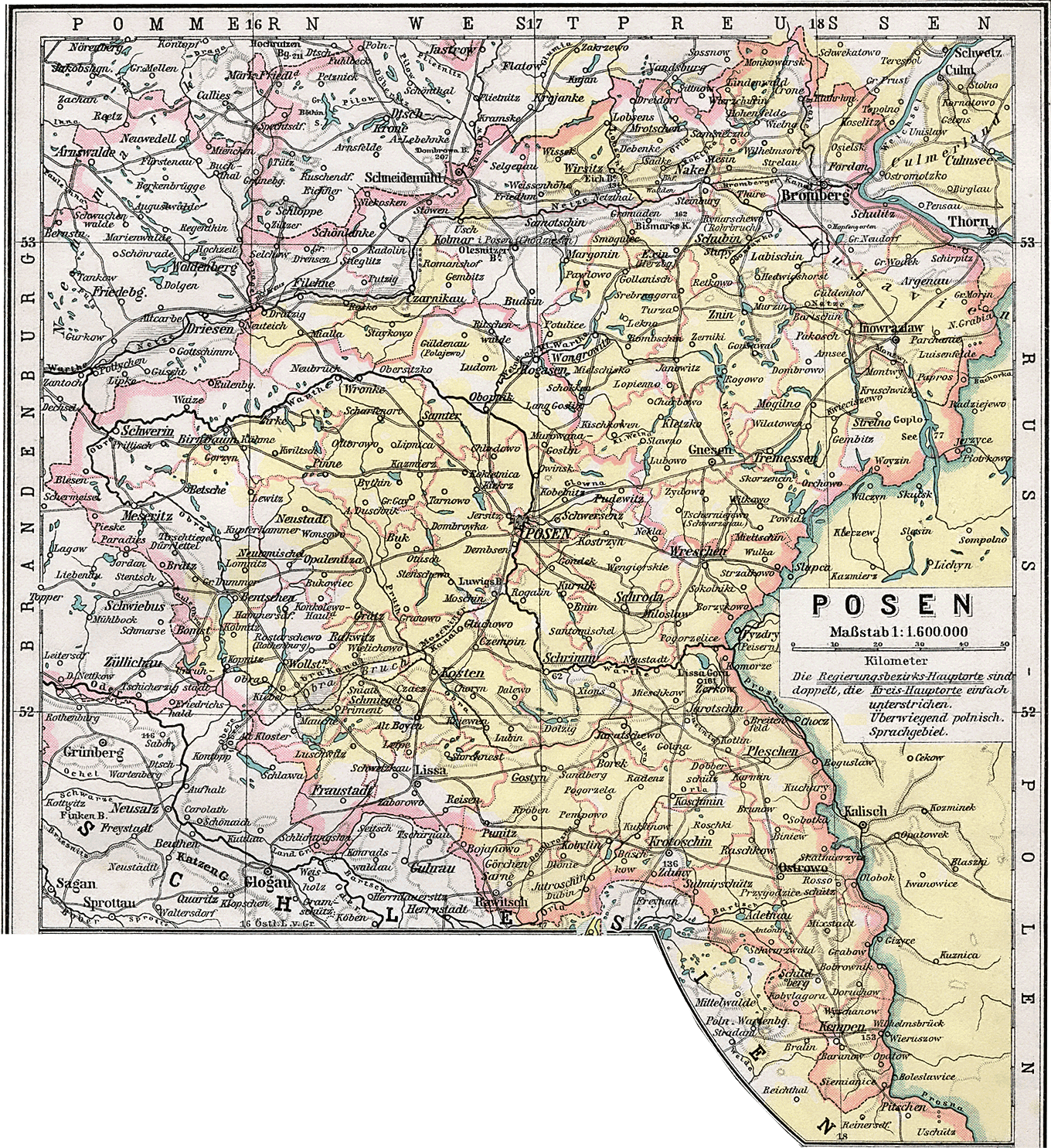
La província de Posen. Les àrees de parla polonesa es mostren en groc.

L'elevat nombre de residents alemanys va resultar de la constant immigració d'alemanys des de l'edat mitjana, quan van arribar els primers colons en el curs de l'Ostsiedlung. Encara que molts d'ells s'havien polonitzat amb el temps, la immigració contínua va resultar en el manteniment d'una comunitat alemanya. Al segle xviii, la contrareforma liderada per la Companyia de Jesús va produir severes restriccions entre els alemanys protestants. A final de segle es van invertir les condicions mitjançant l'obtenció per Prússia de la sobirania del territori durant les Particions de Polònia.
Durant la primera meitat del segle xix, la població alemanya va créixer a causa del patrocini estatal de la colonització. A la segona meitat, la població polonesa va créixer gradualment a causa de l'Ostflucht i a un augment de la natalitat entre els polonesos. Durant el Kulturkampf, la Prússia majoritàriament protestant va intentar reduir el pes del catolicisme en la societat. Posen va ser blanc severament d'aquestes mesures, degut a les seves altes, majoritàriament poloneses, poblacions catòliques. Molts catòlics alemanys a Posen es van unir als polonesos ètnics en oposició a les mesures del Kulturkampf.
Després del Kulturkampf, l'Imperi alemany, degut a motius nacionalistes va impulsar programes de germanització. Una mesura va ser instituir la Comissió de Colonització, això perseguia atreure colons alemanys per contrarestar el creixement de població polonesa. Aquestes polítiques van fracassar, fins i tot acompanyades d'altres mesures legals. L'idioma polonès va ser finalment prohibit a les escoles i a l'administració oficial com a part de les polítiques de germanització.
| Composició ètnica de la Província de Posen | Composició ètnica de la Província de Posen | Composició ètnica de la Província de Posen | Composició ètnica de la Província de Posen | Composició ètnica de la Província de Posen |
| Any                                        | 1815                                       | 1861                                       | 1890                                       | 1910                                       |
| ------------------------------------------ | ------------------------------------------ | ------------------------------------------ | ------------------------------------------ | ------------------------------------------ |
| Població total                             | 776.000                                    | 1.467.604                                  | 1.751.642                                  | 2.099.831                                  |
| % Polonesos (inclosos bilingües)           | 73%                                        | 54,6%                                      | 60,1%                                      | 61,5%                                      |
| % Alemanys                                 | 25%                                        | 43,4%                                      | 39,9%                                      | 38,5%                                      |

Hi ha una notable disparitat entre les estadístiques reunides per l'administració prussiana, i les estimacions poloneses dirigides després de 1918. D'acord amb el cens prussià de 1905, el nombre de parlants alemanys a la província de Posen era aproximadament del 38,5%, mentre que després de 1918 el nombre d'alemanys al Voivodat de Poznan, que s'aproximava aproximadament a la província de Posen, era només del 7%. D'acord amb Witold Jakóbczyk, la disparitat entre el nombre d'alemanys ètnics i el nombre de parlants alemanys és degut al fet que les autoritats alemanys van col·locar els alemanys ètnics i la minoria jueva de parla alemanya en el mateix bloc. A més, hi va haver un considerable èxode d'alemanys de la Segona República Polonesa després dels últims assentaments. Una altra raó d'aquesta disparitat rau en el fet que algunes àrees frontereres de la província, habitades majoritàriament per alemanys (inclosa Piła), van romandre dins d'Alemanya després de 1918.

## Estadístiques
Àrea: 28.970 km²
- Regierungsbezirk Posen: 17.503 km²
- Regierungsbezirk Bromberg: 11.448 km²

Població
- 1816: 820.176
- 1868: 1.537.300 (Bromberg 550.900 - Posen 986.400)
- 1871: 1.583.843
  - Religió: 1871
    - Catòlics 1.009.885
    - Protestants 511.429
    - Jueus 61.982
    - altres 547
- 1875: 1.606.084
- 1880: 1.703.397
- 1900: 1.887.275
- 1905: 1.986.267
- 1910: 2.099.831 (Bromberg 763.900 - Posen 1.335.900)

## Divisió administrativa

Província de Pomerània al 1913 amb les regions de Posen (en rosa), i Bromberg (en verd)

Les províncies prussianes estaven dividides en regions administratives ( Regierungsbezirke), que al seu torn eren subdividides en districtes anomenats Kreise. Les ciutats tindrien el seu propi districte urbà ("Stadtkreis") i les àrees rurals del seu voltant prendrien el nom de la ciutat, però referides com districtes rurals ("Landkreis"). En el cas de Posen, el districte estava dividit en dos: districte de Posen Occidental, i districte de Posen Oriental.
Divisió al 1914
| Regierungsbezirk Posen - Districtes urbans (Stadtkreise) 1. Posen - Districtes rurals (Landkreise) 1. Districte d'Adelnau 2. Districte de Birnbaum 3. Districte de Bomst 4. Districte de Fraustadt 5. Districte de Gostyn 6. Districte de Grätz 7. Districte de Jarotschin 8. Districte de Kempen in Posen 9. Districte de Koschmin 10. Districte de Kosten 11. Districte de Krotoschin 12. Districte de Lissa 13. Districte de Meseritz 14. Districte de Neutomischel 15. Districte d'Obornik 16. Districte d'Ostrowo 17. Districte de Pleschen 18. Districte de Posen Oriental 19. Districte de Posen Occidental 20. Districte de Rawitsch 21. Districte de Samter 22. Districte de Schildberg 23. Districte de Schmiegel 24. Districte de Schrimm 25. Districte de Schroda 26. Districte de Schwerin an der Warthe 27. Districte de Wreschen | Regierungsbezirk Bromberg - Districtes urbans (Stadtkreise) - Bromberg - Schneidemühl - Districtes rurals (Landkreise) 1. Districte de Bromberg 2. Districte de Czarnikau 3. Districte de Filehne 4. Districte de Gnesen 5. Districte de Hohensalza 6. Districte de Kolmar in Posen 7. Districte de Mogilno 8. Districte de Schubin 9. Districte de Strelno 10. Districte de Wirsitz 11. Districte de Witkowo 12. Districte de Wongrowitz 13. Districte de Znin |

## Presidents
La província va ser encapçalada pels següents presidents (alemany: Oberpräsidenten).
- 1815–1824: Joseph von Zerboni di Sposetti
- 1825–1830: Theodor von Baumann
- 1830–1840: Eduard von Flottwell
- 1840–1842: Adolf Heinrich von Arnim-Boitzenburg
- 1843–1850: Carl Moritz von Beurmann
- 1850–1851: Gustav von Bonin (1r cop)
- 1851–1860: Eugen von Puttkamer
- 1860–1862: Gustav von Bonin (2n cop)
- 1862–1869: Karl von Horn
- 1869–1873: Otto von Königsmarck
- 1873–1886: William Barstow von Guenther
- 1886–1890: Robert von Zedlitz-Trützschler
- 1890–1899: Hugo von Wilamowitz-Moellendorff
- 1899–1903: Rudolf von Bitter der Jüngere
- 1903–1911: Wilhelm von Waldow
- 1911–1914: Philipp Schwartzkopff (1858–1914)
- 1914–1918: Hans von Eisenhart-Rothe

## Ciutadans notables
(en ordre alfabètic)
- Stanisław Adamski (1875–1967), sacerdot polonès, activista social i polític del Sindicat d'Empreses Catòliques de Treballadors Polonesos

(Związek Katolickich Towarzystw Robotników Polskich), fundador i editor del semanari 'Robotnik' (treballador)
- Tomasz K. Bartkiewcz (1865–1931), compositor polonès i organista, cofundador del Sindicat del Cercle de Cantants (Związek Kół Śpiewackich)
- Czesław Czypicki (1855–1926), advocat polonès de Kożmin, activista de la societat de cantants
- Michał Drzymała (1857–1937), famós camperol polonès
- Ferdinand Hansemann (1861–1900), polític prussià, cofundador de la Societat de les Marques Alemanyes Orientals
- Paul von Hindenburg (1847–1934), Mariscal de Camp alemany i estadista, l'últim president d'Alemanya abans d'Adolf Hitler.
- Józef Kościelski (1845–1911), polític i parlamentari polonès, cofundador de la societat Straż (Guàrdia)
- Konstanty Kościnski, autor de La guia a Poznań i el Gran Ducat de Poznań (Przewodnik pod Poznaniu i Wielkim Księstwie Poznańskiem), Poznań 1909
- Józef Krzymiński (1858–1940), físic polonès, activista social i polític, membre del parlament
- Władysław Marcinkowski (1858–1947), escultor polonès que va crear el monument a Adam Mickiewicz rn Milosław
- Władysław Niegolewski (1819–85), polític liberal polonès i membre del parlament, insurgent en el 1846, 1848 y 1863, cofundador de la TCL i de la CTG
- Cyryl Ratajski (1875–1942), president de Poznań 1922–34
- Karol Rzepecki (1865–1931), llibreter polonès, activista social i polític, editor de la revista Sokół (Falcó)
- Antoni Stychel (1859–1935), sacerdot polonès, membre del parlament, president del Sindicat d'Empreses Catòliques i Treballadors Polonesos (Związek Katolickich Towarzystw Robotników Polskich)
- Roman Szymański (1840–1908), activista polític polonès, publicista, editor de la revista Orędownik
- Aniela Tułodziecka (1853–1932), activista polonès per l'educació de la Societat Warta (Towarzystwo Przyjaciół Wzajemnego Pouczania się i Opieki nad Dziećmi Warta)
- Teofil Walicki
- Piotr Wawrzyniak (1849–1910), sacerdot polonès, activista econòmic i per l'educació, patró del Sindicat d'Empreses de Guanys i Economia (Związek Spółek Zarobkowych i Gospodarczych)